# Лютві Ахмедов
Лютві Джибер Ахмедов (болг. Лютви Джибер Ахмедов; нар. 10 квітня 1930, село Подайва, Разградська область — 1997) — болгарський борець вільного та греко-римського стилів турецького походження, чемпіон та триразовий срібний призер чемпіонатів світу, володар Кубку світу, срібний призер Олімпійських ігор з вільної боротьби, срібний призер чемпіонату світу з греко-римської боротьби.

## Життєпис
На літні Олімпійські ігри 1960 року в Римі Лютві Ахмедов поїхав у ранзі чемпіона світу, але виступив не дуже вдало, здобувши лише одну перемогу і три поєдинки звівши унічию. Кількість набраних балів забезпечила йому п'яте місце.
На наступних літніх Олімпійських іграх 1964 року в Токіо після чотирьох раундів Лютві Ахмедов і український спортсмен Олександр Іваницький залишилися єдиними борцями, що здобували лише перемоги в попередніх поєдинках. Доля золотої медалі вирішувалася в очній зустрічі між ними. Сутичка завершилася внічию, що забезпечило радянськобу борцю золоту медаль завдяки меншій кількості штрафних очок у попередніх турах.

## Визнання
Визнаний спортсменом Болгарії 1959 року.

## Спортивні результати на міжнародних змаганнях

### Виступи на Олімпіадах
| Змагання                    | Збірна   | Вагова категорія             | Місце  |
| --------------------------- | -------- | ---------------------------- | ------ |
| Літні Олімпійські ігри 1960 | Болгарія | вільна боротьба, понад 87 кг | 5      |
| Літні Олімпійські ігри 1964 | Болгарія | вільна боротьба, понад 97 кг | Срібло |

### Виступи на чемпіонатах світу
| Змагання                        | Збірна   | Вагова категорія                    | Місце  |
| ------------------------------- | -------- | ----------------------------------- | ------ |
| Чемпіонат світу з боротьби 1958 | Болгарія | греко-римська боротьба, понад 87 кг | Срібло |
| Чемпіонат світу з боротьби 1959 | Болгарія | вільна боротьба, понад 87 кг        | Золото |
| Чемпіонат світу з боротьби 1962 | Болгарія | вільна боротьба, понад 97 кг        | Срібло |
| Чемпіонат світу з боротьби 1963 | Болгарія | вільна боротьба, понад 97 кг        | Срібло |
| Чемпіонат світу з боротьби 1963 | Болгарія | греко-римська боротьба, понад 97 кг | 6      |
| Чемпіонат світу з боротьби 1965 | Болгарія | вільна боротьба, понад 97 кг        | Срібло |

### Виступи на Кубках світу
| Змагання                    | Збірна   | Вагова категорія             | Місце  |
| --------------------------- | -------- | ---------------------------- | ------ |
| Кубок світу з боротьби 1958 | Болгарія | вільна боротьба, понад 87 кг | Золото |